# Oeganda op de Olympische Zomerspelen 1984
Oeganda nam deel aan Olympische Zomerspelen 1984 in Los Angeles, Verenigde Staten. Het was de zevende deelname van het land aan de Olympische Zomerspelen.
De 26 deelnemers, 24 mannen en twee vrouwen, kwamen in actie op 24 onderdelen in vijf olympische sporten; atletiek, boksen en voor het eerst in gewichtheffen, wielersport en zwemmen. De atleet Justin Arop en de boksers Charles Lubulwa, Geofrey Nyeko en John Siryakibbe waren deze editie de sporters die voor de tweede keer deelnamen.

## Deelnemers & resultaten
(m) = mannen, (v) = vrouwen 

### Atletiek
| Olympiër (deelname)                                  | Onderdeel       | Resultaat | Prestatie                                                                     |
| ---------------------------------------------------- | --------------- | --------- | ----------------------------------------------------------------------------- |
| Charles Mbazira                                      | 100m (m)        | 69e       | serie 2: 7de in 11,03                                                         |
| John Goville                                         | 200m (m)        | 29e       | serie 10: 2de in 21,59 kwartfinale 3: 7de in 21,55                            |
| Moses Kyeswa                                         | 400m (m)        | 37e       | serie 5: 4de in 46,78                                                         |
| Mike Okot                                            | 400m (m)        | 34e       | serie 10: 5de in 46,68                                                        |
| Peter Rwamuhanda                                     | 400m horden (m) | 23e       | serie 3: 4de in 50,55                                                         |
| John Goville Moses Kyeswa Mike Okot Peter Rwamuhanda | 4x400m (m)      | 7e        | serie 2: 3de in 3.06,65 halve finale 1: 4de in 3.04,02 finale: 7de in 3.02,09 |
| Wilson Achia                                         | marathon (m)    | DNF       | niet gefinisht                                                                |
| Vincent Ruguga                                       | marathon (m)    | 29e       | 2:17.54                                                                       |
| Justin Arop                                          | speerwerpen (m) | 27e       | kwalificatie groep A: 14de met 69,76m                                         |
|                                                      |                 |           |                                                                               |
| Evelyn Adiru                                         | 800m (v)        | 21e       | serie 3: 6de in 2.07,39                                                       |
| Ruth Kyalisima                                       | 400m horden (v) | 14e       | serie 3: 3de in 57,38 halve finale 2: 7de in 57,02 (NR)                       |

### Boksen
| Olympiër (deelname) | Onderdeel   | Resultaat | Prestatie |
| ------------------- | ----------- | --------- | --- |
| William Bagonza     | -48kg (m)   | 9e        | 1ste ronde: W van IRQ Zeghayer: scheidsrechterlijke beslissing 2de ronde: V van USA Gonzales: 0-5                                                  |
| John Kakooza        | -51kg (m)   | 17e       | 1ste ronde: V van MEX García: 0-5 |
| John Siryakibbe     | -54kg (m)   | 17e       | 1ste ronde: W van VEN Vilchez: 3-2 2de ronde: V van DOM Nolasco: 0-5                                                                               |
| Charles Lubulwa     | -57kg (m)   | 5e        | 1ste ronde: W van USA Knox: 4-1 2de ronde: W van GAB van Mzatsi: 5-0 3de ronde: W van IRL Fitzgerald: 3-2 kwartfinale: V van NGR Konyegwachie: 0-5 |
| Geofrey Nyeko       | -60kg (m)   | 9e        | 1ste ronde: vrij 2de ronde: W van TOG Sodogah: 5-0 3de ronde: V van USA Whitaker: 0-5                                                              |
| William Galiwango   | -63,5kg (m) | 17e       | 1ste ronde: W van JAM Rose: 5-0 2de ronde: V van NGR Dwokolo: 0-5                                                                                  |
| Peter Okumu         | -67kg (m)   | 9e        | 1ste ronde: vrij 2de ronde: W van TAN Mkadala: knock-out 3de ronde: V van ITA Bruno: 1-4                                                           |
| Victor Byarugaba    | -71kg (m)   | 9e        | 1ste ronde: vrij 2de ronde: W van NOR Auseth: 4-1 3de ronde: V van FRA Tiozzo: 0-5                                                                 |
| Patrick Lihanda     | -75kg (m)   | 17e       | 1ste ronde: V van KOR Shin: 0-5 |
| Jonathan Kiriisa    | -81kg (m)   | 9e        | 1ste ronde: W van MLI Traoré: 5-0 2de ronde: V van NZL Barry: 2-3                                                                                  |
| Dodovic Owiny       | -91kg (m)   | 5e        | 1ste ronde: vrij 2de ronde: W van NZL Kenny: scheidsrechterlijke beslissing kwartfinale: V van CAN DeWit: knock-out                                |

### Gewichtheffen
| Olympiër    | Onderdeel  | Resultaat | Prestatie                                                     |
| ----------- | ---------- | --------- | ------------------------------------------------------------- |
| Fred Bunjo  | -90kg (m)  | 18e       | trekken: 20ste met 105kg stoten: 18de met 140kg totaal: 245kg |
| John Kyazze | -110kg (m) | DNF       | trekken: geen geldige poging stoten: 12de met 120kg           |

### Wielersport
| Olympiër       | Onderdeel        | Resultaat | Prestatie      |
| -------------- | ---------------- | --------- | -------------- |
| Ernest Buule   | wegwedstrijd (m) | DNF       | niet gefinisht |
| Muhared Mukasa | wegwedstrijd (m) | DNF       | niet gefinisht |

### Zwemmen
| Olympiër       | Onderdeel           | Resultaat | Prestatie                  |
| -------------- | ------------------- | --------- | -------------------------- |
| Daniel Mulumba | 100m vrije slag (m) | 68e       | serie 9: 8ste in 1.07,86 ( |

Algerije · Amerikaanse Maagdeneilanden · Andorra · Antigua en Barbuda · Argentinië · Australië · Bahama’s · Bahrein · Bangladesh · Barbados · België · Belize · Benin · Bermuda · Bhutan · Birma · Bolivia · Bondsrepubliek Duitsland · Botswana · Brazilië · Britse Maagdeneilanden · Canada · Centraal-Afrikaanse Republiek · Chili · China · Chinees Taipei · Colombia · Congo-Brazzaville · Costa Rica · Cyprus · Denemarken · Djibouti · Dominicaanse Republiek · Ecuador · Egypte · El Salvador · Equatoriaal-Guinea · Fiji · Filipijnen · Finland · Frankrijk · Gabon · Gambia · Ghana · Grenada · Griekenland · Groot-Brittannië · Guatemala · Guinee · Guyana · Haïti · Honduras · Hongkong · Ierland · IJsland · India · Indonesië · Irak · Israël · Italië · Ivoorkust · Jamaica · Japan · Joegoslavië · Jordanië · Kaaimaneilanden · Kameroen · Kenia · Koeweit · Lesotho · Libanon · Liberia · Liechtenstein · Luxemburg · Madagaskar · Malawi · Maleisië · Mali · Malta · Marokko · Mauritanië · Mauritius · Mexico · Monaco · Mozambique · Nederland · Nederlandse Antillen · Nepal · Nicaragua · Nieuw-Zeeland · Niger · Nigeria · Noord-Jemen · Noorwegen · Oeganda · Oman · Oostenrijk · Pakistan · Panama · Papoea-Nieuw-Guinea · Paraguay · Peru · Portugal · Puerto Rico · Qatar · Roemenië · Rwanda · Salomonseilanden · Samoa · San Marino · Saoedi-Arabië · Senegal · Seychellen · Sierra Leone · Singapore · Soedan · Somalië · Spanje · Sri Lanka · Suriname · Swaziland · Syrië · Tanzania · Thailand · Togo · Tonga · Trinidad en Tobago · Tsjaad · Tunesië · Turkije · Uruguay · Venezuela · Verenigde Arabische Emiraten · Verenigde Staten · Zaïre · Zambia · Zimbabwe · Zuid-Korea · Zweden · Zwitserland